# وزارت همکاری منطقه‌ای اسرائیل
وزارت همکاری منطقه‌ای اسرائیل (انگلیسی: Regional Cooperation Minister of Israel، عبری: הֲשַׂר לְפִּתּוּחַ אֲזוֹרִי‎، ت. «Sar LePituah Azori») یکی از اعضای دولت اسرائیل است. این وزارتخانه که در سال ۱۹۹۹ در زمان دولت ایهود باراک ایجاد شد، توسط آریل شارون در سال ۲۰۰۳ بسته شد. با این حال، در سال ۲۰۰۹ توسط بنیامین نتانیاهو بازسازی شد.